# Рутову
Рутову — невелике містечко, центр однойменної комуни у провінції Бурурі у південній частині Бурунді. Місто розташовано за 37.1 кілометрів на північний схід від міста Бурурі.